# 世界智能製造大會
世界智能製造大會（  ）是在中國南京舉行的智能製造領域的展覽會，由江苏省政府、中國工信部、中国工程院、中国科协主辦，從2016年開始到目前為止舉行了5次。大會以「使更聰明」為使命，以 「融合窗口變化」為路徑，以「全球願景、中國戰略、江蘇實踐、南京」為目標。過去4屆共20多個國家的1000多名嘉賓出席大會。

## 历届主题
| 届数 | 举办时间                 | 主题                   | 讨论内容                         | 地点     | 备注 |
| 1    | 2016年12月6日至12月8日   | 让制造更聪明           | 智能化解决方案                   | 中国南京 |      |
| 2    | 2017年12月6日至12月8日   | “聚·融·创·变”          | 家居智能化                       | 中国南京 |      |
| 3    | 2018年10月11日至10月13日 | 赋能升级，智造未来     | 机械自动化与智能控制系统         | 中国南京 |      |
| 4    | 2019年10月17日至10月19日 | 智能新视界，工业新未来 | 5G、互联网、人工智能             | 中国南京 |      |
| 5    | 2020年11月26日至11月28日 | 智能制造引领高质量发展 | 智能应用范围、核心技术、社会生态 | 中国南京 |      |